# CSDA (유전자)
DNA 결합 단백질 A(DNA-binding protein A)는 인간에서 CSDA 유전자에 의해 암호화되는 단백질이다.